# Eve (The X-Files)
«Eve» es el undécimo episodio de la primera temporada de la serie de televisión de ciencia ficción estadounidense The X-Files. Se estrenó en la cadena Fox el 10 de diciembre de 1993. Fue escrito por Kenneth Biller y Chris Brancato, dirigido por Fred Gerber, y contó con apariciones especiales de Harriet Sansom Harris y Jerry Hardin en su papel de Garganta Profunda. El episodio es una historia del «monstruo de la semana», desconectada de la mitología más amplia de la serie. «Eve» obtuvo una calificación Nielsen de 6,8, siendo visto por 6,4 millones de hogares en su transmisión inicial; y recibió opiniones positivas de los críticos.
El programa se centra en los agentes especiales del FBI Fox Mulder (David Duchovny) y Dana Scully (Gillian Anderson) que trabajan en casos vinculados a lo paranormal, llamados expedientes X. Cuando Mulder y Scully investigan dos asesinatos aparentemente idénticos que ocurrieron simultáneamente a miles de kilómetros de distancia, encuentran que las hijas de ambas víctimas pueden ser el producto de un proyecto secreto de clonación humana creado por el gobierno.
El episodio fue presentado al creador de la serie Chris Carter por los escritores independientes Biller y Brancato bajo el título de «The Girls from Greenwich», con el foco en experimentos genéticos llevados a cabo en grupos de gemelos. Los productores inicialmente buscaron gemelos para interpretar los papeles de Teena y Cindy en Los Ángeles, pero las leyes de trabajo infantil dificultaron tanto el uso de niños de allí que, en cambio, buscaron localmente en Vancouver, encontrando a Erika y Sabrina Krievins.

## Argumento
En Greenwich, Connecticut, una pareja que corre encuentra a una niña, Teena Simmons, sola. Cerca de allí, encuentran a su padre sentado muerto en un columpio con dos incisiones en el cuello. Fox Mulder (David Duchovny) le explica a Dana Scully (Gillian Anderson) que cree que la muerte es un ejemplo de mutilación de ganado extraterrestre en un ser humano. Cuando Mulder y Scully hablan con Teena, ella afirma haber visto «un rayo rojo» cuando su padre murió y que «los hombres de las nubes» habían querido desangrarlo. Posteriormente, los agentes viajan al condado de Marin, California. y visitan la residencia Reardon, escenario de una muerte similar. Se dan cuenta de que a pesar de la distancia entre los asesinatos, se cometieron el mismo día y en el mismo momento. Mientras tanto, de vuelta en Connecticut, Teena es secuestrada por una figura vestida de oscuro.
Cuando Mulder y Scully conocen a los Reardon, descubren que la hija, Cindy, es idéntica a Teena. La madre de Cindy les dice a los agentes que fue concebida mediante fertilización in vitro en una clínica de fertilidad en San Francisco. Allí, Scully se entera de que tanto los Simmons como los Reardon fueron tratados por una mujer llamada Dra. Sally Kendrick, que fue despedida por realizar experimentos de eugenesia con óvulos del laboratorio de la clínica. Mientras tanto, Mulder está en contacto con Garganta Profunda, que le da detalles de un programa de supersoldados de la Guerra Fría que produjo niños genéticamente modificados, identificados como «Adán» o «Eva» según su género. Garganta Profunda le cuenta a Mulder sobre una mujer relacionada con el proyecto que actualmente se encuentra en un hospital psiquiátrico.
Los agentes viajan al hospital y se encuentran con «Eva 6», quien les dice que los clones creados en el proyecto tenían cromosomas adicionales que los llevaron a mostrar una inteligencia y fuerza sobrehumanas, así como psicosis homicidas. Los últimos tres clones, Eva 6, 7 y 8, fueron institucionalizados luego de que el proyecto fuera cancelado. Sin embargo, Eva 7 escapó, se unió a la clínica de fertilidad como «Sally Kendrick» y modificó los óvulos de los pacientes de la clínica para crear nuevos clones de Eva. Eva 8, quien también escapó y sigue prófuga.
Mulder y Scully son incapaces de evitar que una de las Evas que escaparon secuestrara a Cindy. Eva lleva a Cindy a un motel donde Teena ya está cautiva y se presenta a las dos chicas. La mujer se revela a sí misma como Eva 7 y explica cómo había creado a las niñas para mejorar los defectos del proyecto, solo para enterarse del «desarrollo acelerado» de las niñas cuando asesinaron a sus padres. Las niñas, a su vez, envenenan la bebida de Eva 7 con una dosis fatal de dedalera. Cuando Mulder y Scully llegan al motel, las chicas afirman falsamente que tanto Eva 7 como Eva 8 estaban tratando de incitarlas a un suicidio masivo. Los agentes deciden llevarse a las niñas con ellos cuando abandonan el lugar.
Esa noche, cuando el grupo llega a una parada de camiones al costado de la carretera, una de las niñas se escapa y envenena los refrescos que ordenaron los agentes. Mulder se da cuenta del plan de las chicas y logra evitar que Scully beba su refresco. Los agentes luego persiguen a las chicas a través de la parada de camiones, y Mulder finalmente las captura. Teena y Cindy, ahora conocidas como «Eva 9» y «Eva 10», terminan compartiendo la sala psiquiátrica con Eva 6 en el hospital psiquiátrico. Finalmente, una mujer que lleva una bata de laboratorio, identificada como Eva 8, llega a la sala. Cuando Eva 8 les pregunta a las niñas cómo sabían que ella vendría por ellas, las niñas respondieron: «Simplemente lo sabíamos».

## Producción
Los escritores independientes Kenneth Biller y Chris Brancato le presentaron la idea de este episodio al creador de la serie Chris Carter bajo el título de «The Girls from Greenwich», con el foco puesto en experimentos genéticos llevados a cabo en grupos de gemelas. Brancato dijo que el dúo decidió hacer «un archivo X con un experimento genético que salió mal» inspirado en Los niños del Brasil donde los científicos nazis crean clones de Adolf Hitler, mientras encuentran «nuestros propios temas y caracterizaciones para explorar», como comentar sobre la condición humana de manera similar a The Twilight Zone. Los personajes de Teena y Cindy recibieron el nombre de las esposas de Glen Morgan y James Wong, que reescribieron el guion original antes de la filmación. «Eve» fue el único episodio de The X-Files dirigido por Fred Gerber, quien Carter sintió que «le aportó algunas cosas interesantes».
Los productores inicialmente buscaron gemelas para interpretar los papeles de Teena y Cindy en Los Ángeles, pero las leyes de trabajo infantil dificultaban tanto el uso de niños de allí que, en cambio, buscaron localmente en Vancouver, encontrando a Erika y Sabrina Krievins. La dificultad de encontrar actores adecuados para los papeles había llevado al productor R. W. Goodwin a considerar elegir a un actor para ambos papeles y utilizar efectos especiales y dobles corporales para crear la impresión de gemelos; sin embargo, esta idea fue rechazada porque habría resultado ser demasiado impráctica y costosa. Las escenas del episodio ambientado en el restaurante de la carretera se filmaron en un café de White Rock, Columbia Británica, cuyo gran estacionamiento de grava ayudó a que pareciera «muy rural en su entorno». Se utilizó un gran toldo para complementar las tomas exteriores del edificio.

## Recepción

### Audiencia
«Eve» se estrenó en la cadena Fox el 10 de diciembre de 1993. Este episodio obtuvo una calificación Nielsen de 6,8, con una participación de 12, lo que significa que aproximadamente el 6,8 por ciento de todos los hogares equipados con televisión y el 12 por ciento de los hogares que ven televisión, sintonizaron el episodio. Fue visto por 6,4 millones de hogares.

### Reseñas
El episodio recibió críticas en su mayoría positivas de los críticos. En una retrospectiva de la primera temporada de Entertainment Weekly, «Eve» recibió una calificación de B+, y el episodio siendo llamado «ordenado, satisfactorio y lleno de suspenso». Tanto la premisa del episodio como el casting de Harris fueron citados como aspectos destacados. Keith Phipps, escribiendo para The A.V. Club, también calificó el episodio con una B+, calificándolo como «un episodio muy bien realizado» que «hace un buen trabajo construyendo lentamente y ofreciendo algunas conmociones en el camino». La actuación y el tono también fueron elogiados, especialmente las «actuaciones de mirada muerta» de las gemelas Krievins. Matt Haigh, que escribe para Den of Geek, sintió que el episodio tenía «una historia buena y original» que demostraba que «no puedes equivocarte cuando se trata de gemelos y terror»; y la actuación de las niñas se calificó de «adecuadamente amenazadora». Jessica Morgan de Television Without Pity le dio al episodio una calificación de A. El creador de la serie, Chris Carter, dijo que le gustó el reparto del episodio y calificó la actuación de Harriet Harris como excelente. También elogió la actuación de Erika y Sabrina Krievins, afirmando que «esas dos niñas eran tan maravillosamente discretas y espeluznantes». La banda Eve 6 tomó su nombre de este episodio, ya que el miembro de la banda Tony Fagenson era un fanático. La trama de «Eve» también fue adaptada como novela para adultos jóvenes en 1997 por Ellen Steiber.